# Švédský pohár 1984
Švédský pohár se konal od 9. do 11. 4. 1984 v Göteborgu. a Karlstadu. Zúčastnili se čtyři reprezentační mužstva, která se utkala jednokolovým systémem každý s každým.

## Výsledky a tabulka
|    |         | TCH            | URS           | SWE     | FIN    | V | R | P | Skóre | B |
| 1. | ČSSR    | Československo | 7:2           | 3:2     | 9:3    | 3 | 0 | 0 | 19:7  | 6 |
| 2. | SSSR    | 2:7            | Sovětský svaz | 10:1    | 8:2    | 2 | 0 | 1 | 20:10 | 4 |
| 3. | Švédsko | 2:3            | 1:10          | Švédsko | 5:5    | 0 | 1 | 2 | 8:18  | 1 |
| 4. | Finsko  | 3:9            | 2:8           | 5:5     | Finsko | 0 | 1 | 2 | 10:22 | 1 |

 Švédsko -  Československo 2:3 (1:2, 0:1, 1:0) 
9. dubna 1984 - Karlstad

Branky a nahrávky Švédska: 6:09 Peter Gradin, 40:55 Thomas Åhlen

Branky a nahrávky Československa: 13:20 Petr Rosol (Vladimír Kameš), 14:48 Vladimír Růžička (Arnold Kadlec), 31:09 Jiří Lála.

Rozhodčí: Nikolaj Morozov (URS) – Anders Ekhagen (SWE), Lindström (SWE)

Vyloučení: 3:4 (využití 0:0)
ČSSR: Dominik Hašek – Radoslav Svoboda, Eduard Uvíra, Arnold Kadlec, Miloslav Hořava, Peter Slanina, František Musil, Rudolf Suchánek, Jaroslav Benák - Vincent Lukáč, Dárius Rusnák, Igor Liba – Jiří Lála, Vladimír Růžička, Vladimír Caldr – Jiří Dudáček, Dušan Pašek, Libor Dolana – Petr Rosol, Vladimír Kameš, Petr Klíma.
Švédsko: Reino Sundberg – Anders Eldebrink, Tommy Samuelsson, Jan Linholm, Ulf Samuelsson, Thomas Åhlen, Håkan Nordin - Tom Eklund, Thomas Rundqvist, Mikael Granstedt – Hans Norberg, Kent Johansson, Lars-Göran Niemi - Peter Gradin, Per-Erik Eklund, Ulf Isaksson.
 Finsko -  SSSR 2:8 (2:3, 0:1, 0:4) 
9. dubna 1984 - Göteborg

Branky Finska: 17. Markus Lehto, 18. Raimo Helminen.

Branky SSSR: 1. Igor Larionov, 10. Nikolaj Drozděckij, 20. Nikolaj Drozděckij, 30. Igor Larionov, 42. Sergej Světlov, 43. Sergej Světlov, 46. Andrej Chomutov, 48. Alexej Kasatonov.

Rozhodčí: Gary Eriksson (SWE) – Leinonberg (SWE), Björkland (SWE)

Vyloučení: 5:5 (využití 0:2)
SSSR: Vladimir Myškin - Alexej Kasatonov, Vjačeslav Fetisov, Zinetula Biljaletdinov, Vasilij Pěrvuchin, Igor Stělnov, Sergej Starikov, Alexej Gusarov, Vladimir Tjurikov – Sergej Makarov, Igor Larionov, Vladimir Krutov – Sergej Světlov, Anatolij Semenov, Viktor Žluktov - Nikolaj Drozděckij, Sergej Němčinov, Andrej Chomutov - Igor Boldin, Viktor Ťumeněv, Alexandr Koževnikov.
Finsko: Jukka Tammi - Pekka Rautakallio, Juha Tuohimaa, Markus Lehto, Jussi Lepistö, Hannu Helander, Harri Nyman, Ari Kuisma, Simo Saarinen - Jarmo Mäkitalo, Anssi Melametsä, Tony Arima - Sakari Petäjäaho, Harri Tuohimaa, Arto Sirviö - Joel Paunio, Hannu Oksanen, Esa Tikkanen - Jori Viitala, Risto Jalo, Raimo Helminen.
 Československo -  Finsko 9:3 (1:0, 2:2, 6:1) 
10. dubna 1984 - Karlstad

Branky a nahrávky Československa: 18:16 Vladimír Růžička (Vladimír Caldr), 21:15 Jiří Lála (Vladimír Caldr, Miloslav Hořava), 36:35 Dárius Rusnák (Vincent Lukáč, Igor Liba), 40:50 Vladimír Caldr (Arnold Kadlec), 44:03 Radoslav Svoboda (Eduard Uvíra), 49:05 Dušan Pašek (František Musil), 50:38 Vincent Lukáč, 56. Jiří Hrdina (Jiří Dudáček, František Musil), 57:19 Dárius Rusnák (Vincent Lukáč).

Branky a nahrávky Finska: 23:39 Pekka Rautakallio (Harri Tuohimaa), 26:46 Risto Jalo (Simo Saarinen), 56:50 Anssi Melametsä (Jarmo Mäkitalo, Harri Tuohimaa).

Rozhodčí: Gary Eriksson (SWE) – Anders Ekhagen (SWE), Lindström (SWE)

Vyloučení: 8:7 (využití 1:2)
ČSSR: Jaromír Šindel – Radoslav Svoboda, Eduard Uvíra, Arnold Kadlec, Miloslav Hořava, Peter Slanina, František Musil, Rudolf Suchánek, Jaroslav Benák - Vincent Lukáč, Dárius Rusnák, Igor Liba – Jiří Lála, Vladimír Růžička, Vladimír Caldr – Jiří Dudáček, Dušan Pašek, Jiří Hrdina – Petr Rosol, Vladimír Kameš, Petr Klíma.
Finsko: Rauli Sohlman – Pekka Rautakallio, Juha Tuohimaa, Markus Lehto, Jussi Lepistö, Hannu Helander, Simo Saarinen, Harri Nyman, Ari Kuisma - Tony Arima, Jarmo Mäkitalo, Anssi Melametsä – Sakari Petäjäaho, Harri Tuohimaa, Arto Sirviö - Joel Paunio, Hannu Oksanen, Petri Skriko – Jori Viitala, Risto Jalo, Raimo Helminen.
 Švédsko -  SSSR 1:10 (1:3, 0:2, 0:5) 
10. dubna 1984 - Göteborg

Branky Švédska: 17. Mats Waltin. 

Branky SSSR: 5. Vjačeslav Fetisov, 12. Alexandr Koževnikov, 15. Sergej Světlov, 27. Zinetula Biljaletdinov, 33. Vladimir Kovin, 48. Sergej Světlov,51. Pervuchin, 55. Larionov, 58. Alexandr Koževnikov, 58. Viktor Ťjumeněv, 

Rozhodčí: Juraj Okoličány (TCH) 

Vyloučení: 9:7 (využití 1:0), navíc Claesson (SWE) a Kasatonov (URS) na 5 minut.
SSSR: Vladislav Treťjak - Alexej Kasatonov, Vjačeslav Fetisov, Zinetula Biljaletdinov, Vasilij Pěrvuchin, Igor Stělnov, Sergej Starikov, Alexej Gusarov, Vladimir Tjurikov – Sergej Makarov, Igor Larionov, Vladimir Krutov – Sergej Světlov, Anatolij Semenov, Vladimir Kovin - Nikolaj Drozděckij, Sergej Němčinov, Michail Vasiljev - Igor Boldin, Viktor Ťumeněv, Alexandr Koževnikov.
 SSSR -  Československo 2:7 (1:2, 0:2, 1:3) 
12. dubna 1984 - Karlstad

Branky Švédska: 13:48 Alexandr Koževnikov (Viktor Ťumeněv), 47:25 Alexandr Koževnikov (Viktor Ťumeněv).

Branky Československa: 1:06 Vladimír Růžička (Vladimír Caldr), 17:39 Eduard Uvíra (Igor Liba), 22:24 Vincent Lukáč (Dárius Rusnák), 34:04 Igor Liba, 42:58 Dušan Pašek (Jiří Hrdina), 51:20 Jiří Lála (Vladimír Růžička, Miloslav Hořava), 52:54 Rudolf Suchánek (Petr Klíma).

Rozhodčí: Gary Eriksson (SWE) – Anders Ekhagen (SWE), Lindström (SWE)

Vyloučení: 5:4 (využití 0:2)
ČSSR: Dominik Hašek – Radoslav Svoboda, Eduard Uvíra, Arnold Kadlec, Miloslav Hořava, Peter Slanina, František Musil, Rudolf Suchánek, Jaroslav Benák - Vincent Lukáč, Dárius Rusnák, Igor Liba – Jiří Lála, Vladimír Růžička, Vladimír Caldr – Jiří Dudáček, Dušan Pašek, Jiří Hrdina – Petr Rosol, Vladimír Kameš, Petr Klíma.
SSSR: Vladislav Treťjak - Alexej Kasatonov, Vjačeslav Fetisov, Zinetula Biljaletdinov, Vasilij Pěrvuchin, Igor Stělnov, Sergej Starikov, Alexej Gusarov, Vladimir Tjurikov – Sergej Makarov, Igor Larionov, Vladimir Krutov – Sergej Světlov, Anatolij Semenov, Michail Vasiljev – Nikolaj Drozděckij, Sergej Němčinov, Andrej Chomutov – Igor Boldin, Viktor Ťumeněv, Alexandr Koževnikov.
 Švédsko -  Finsko 5:5 (3:1, 1:4, 1:0) 
12. dubna 1984 - Göteborg

Branky Švédska: 7. Kent Johansson, 14. Jan Lindholm, 14. Jan Claesson, 29. Ulf Samuelsson, 52. Kent Johansson.

Branky Finska: 17. Toni Arima, 26. Raimo Helminen, 29. Harri Tuohimaa, 30. Esa Tikkanen, 38. Juha Tuohimaa. 

Rozhodčí: Nikolaj Morozov (URS)

Vyloučení: 3:7 (využití 1:0)